# جان-لويس سشنايتر
جان-لويس سشنايتر (بالفرنسية: Jean-Louis Schneiter) هو سياسي فرنسي، ولد في 17 يناير 1933 في رانس في فرنسا، وتوفي في 7 سبتمبر 2016 في نانت في فرنسا. حزبياً، نشط في الاتحاد من أجل الديمقراطية الفرنسية. وقد انتخب Mayor of Reims ‏ (17 مايو 1999 – 20 مارس 2008) وانتخب نائب فرنسي.